# Gary Dunn
Gary Dunn é um ex-jogador profissional de futebol americano estadunidense.

## Carreira
Gary Dunn foi campeão da temporada de 1979 da National Football League jogando pelo Pittsburgh Steelers.